# Copa Mundial de Fútbol Sub-20 de 1991
La Copa Mundial de Fútbol Sub-20 de 1991 fue la octava edición del campeonato mundial juvenil organizado por la FIFA y se jugó entre el 14 de junio y el 30 de junio en Portugal. Esta edición fue ganada por su anfitrión, convirtiéndose en el primer seleccionado europeo en obtener por segunda vez, y de manera consecutiva el torneo juvenil.
En este torneo participaron por primera bajo la bandera de Corea unificada las selecciones de Corea del Norte y Corea del Sur, aunque la FIFA le atribuye las estadísticas a esta última.

## Sedes
| Portugal                       | Portugal                           | Portugal                           |
| ------------------------------ | ---------------------------------- | ---------------------------------- |
| Guimarães                      | Lisboa Oporto Guimarães Braga Faro | Lisboa Oporto Guimarães Braga Faro |
| Estádio Municipal de Guimarães | Lisboa Oporto Guimarães Braga Faro | Lisboa Oporto Guimarães Braga Faro |
| Capacidad:30,000               | Lisboa Oporto Guimarães Braga Faro | Lisboa Oporto Guimarães Braga Faro |
|                                | Lisboa Oporto Guimarães Braga Faro | Lisboa Oporto Guimarães Braga Faro |
| Faro                           | Lisboa Oporto Guimarães Braga Faro | Lisboa Oporto Guimarães Braga Faro |
| Estadio de São Luís            | Lisboa Oporto Guimarães Braga Faro | Lisboa Oporto Guimarães Braga Faro |
| Capacidad:12,000               | Lisboa Oporto Guimarães Braga Faro | Lisboa Oporto Guimarães Braga Faro |
|                                | Lisboa Oporto Guimarães Braga Faro | Lisboa Oporto Guimarães Braga Faro |
| Oporto                         | Lisboa                             | Braga                              |
| Estádio das Antas              | Estadio da Luz                     | Estádio 1 de Maio                  |
| Capacidad:50,000               | Capacidad:78,000                   | Capacidad:29,000                   |
|                                |                                    |                                    |

## Equipos participantes

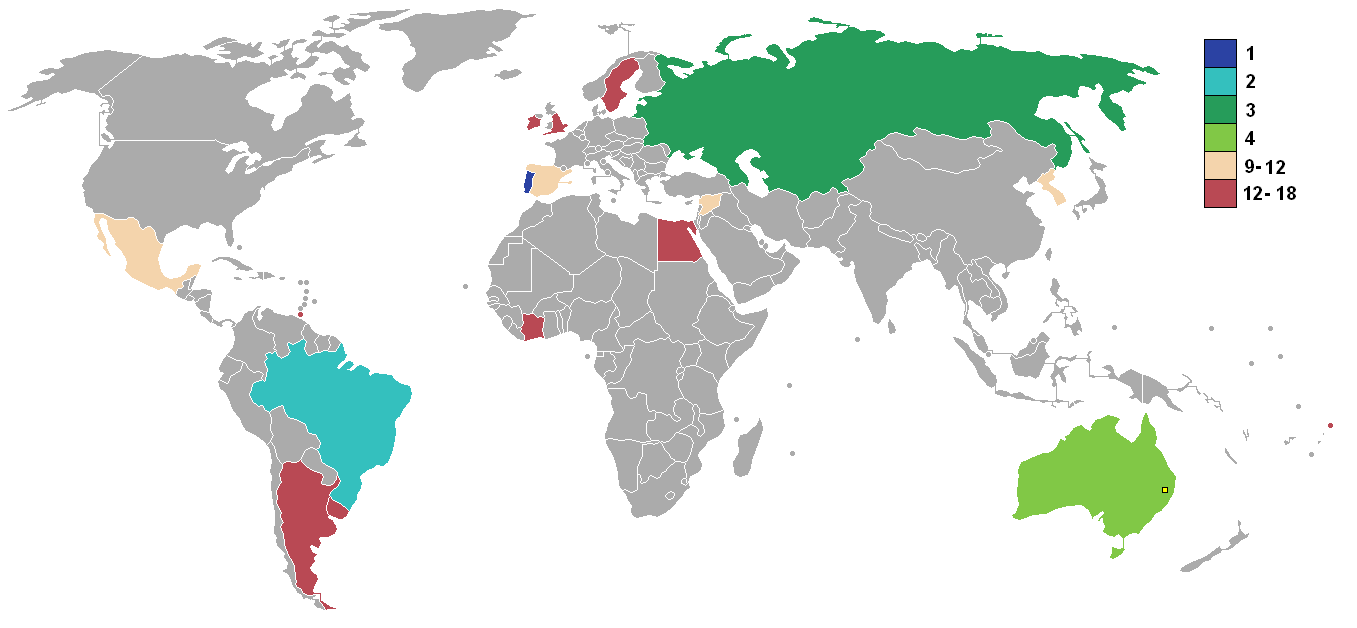
Mapa según los resultados

Además del anfitrión Portugal, 15 equipos clasificaron a la fase final del torneo a través de los torneos realizados por cada una de las restantes seis confederaciones.
- Un equipo de Oceanía clasificó en el Campeonato Sub-20 de la OFC 1990 disputado en Fiyi. En donde la selección de Australia se alzó con el primer lugar.
- Dos equipos de centro y Norteamérica clasificaron en el Torneo Sub-20 de la Concacaf 1990 Este campeonato se realizó en Guatemala siendo el ganador la selección de México derrotando en la final a la selección de Trinidad y Tobago, y ambos fueron al mundial.
- Dos equipos asiáticos clasificaron en el Campeonato Juvenil de la AFC 1990 disputado en Indonesia, donde el campeón y subcampeón respectivamente fueron Corea del Sur y Corea del Norte. No obstante, dado que ambas naciones acordaron competir juntas como un combinado unificado —cuyo acuerdo fue aprobado por la FIFA—, se le adjudicó el segundo cupo restante de la confederación a Siria, que finalizó tercera.
- Dos equipos africanos clasificaron en el Campeonato Juvenil Africano de 1991 disputado en Egipto, local derrotó a la selección de Costa de Marfil.
- Tres equipos sudamericanos clasificaron en el Campeonato Sudamericano Sub-20 de 1991 disputado en Venezuela, cuyo campeón fue la selección Brasil, también asistieron las selecciones de Argentina y Uruguay por quedar ubicadas en el segundo y tercer lugar del cuadrangular final.
- Cinco representantes europeos clasificaron en el Campeonato Europeo Sub-18 1990 disputado en Hungría. El campeón fue Unión Soviética, quien derrotó en la final a Portugal en definición por penales.

Los 16 equipos fueron posteriormente separados en cuatro grupos. En cursiva, los equipos debutantes.
| Clasificatorias | Clasificatorias | Clasificatorias | Clasificatorias | Clasificatorias | Clasificatorias |
| --------------- | --------------- | --------------- | --------------- | --------------- | --------------- |
| África          | Asia            | Europa          | Norteamérica    | Oceanía         | Sudamérica      |

| Argentina | Costa de Marfil | Irlanda  | Suecia            |
| Australia | Egipto          | México   | Trinidad y Tobago |
| Brasil    | España          | Portugal | Unión Soviética   |
| Corea     | Inglaterra      | Siria    | Uruguay           |

## Primera fase
- Los horarios corresponden a la hora de Portugal (UTC+1)

### Grupo A
| Equipo    | Pts | PJ | PG | PE | PP | GF | GC | Dif |
| --------- | --- | -- | -- | -- | -- | -- | -- | --- |
| Portugal  | 6   | 3  | 3  | 0  | 0  | 6  | 0  | +6  |
| Corea     | 3   | 3  | 1  | 1  | 1  | 2  | 2  | 0   |
| Irlanda   | 2   | 3  | 0  | 2  | 1  | 3  | 5  | −2  |
| Argentina | 1   | 3  | 0  | 1  | 2  | 2  | 6  | −4  |

| 14 de junio de 1991, 21:00 | Portugal                | 2:0 (1:0) | Irlanda | Estádio das Antas, Oporto                                               |                                                                         |
|                            | Pinto 17' · Capucho 78' | Reporte   |         | Asistencia: 65.000 espectadores Árbitro(s): Pierluigi Pairetto (Italia) | Asistencia: 65.000 espectadores Árbitro(s): Pierluigi Pairetto (Italia) |

| 15 de junio de 1991, 19:00 | Argentina | 0:1 (0:0) | Corea           | Estádio da Luz, Lisboa                                               |                                                                      |
|                            |           | Reporte   | In Chol Cho 88' | Asistencia: 2.000 espectadores Árbitro(s): Ernesto Filippi (Uruguay) | Asistencia: 2.000 espectadores Árbitro(s): Ernesto Filippi (Uruguay) |

| 17 de junio de 1991, 19:00 | Irlanda       | 1:1 (0:0) | Corea         | Estádio da Luz, Lisboa                                             |                                                                    |
|                            | Mc Carthy 58' | Reporte   | Chol Choi 89' | Asistencia: 5.500 espectadores Árbitro(s): Robert Sawtell (Canadá) | Asistencia: 5.500 espectadores Árbitro(s): Robert Sawtell (Canadá) |

| 17 de junio de 1991, 21:30 | Portugal                        | 3:0 (0:0) | Argentina | Estádio da Luz, Lisboa                                             |                                                                    |
|                            | Gil 56' · Torres 80' · Toni 86' | Reporte   |           | Asistencia: 60.000 espectadores Árbitro(s): Guy Goethals (Bélgica) | Asistencia: 60.000 espectadores Árbitro(s): Guy Goethals (Bélgica) |

| 20 de junio de 1991, 19:00 | Irlanda                 | 2:2 (1:0) | Argentina                       | Estádio da Luz, Lisboa                                                      |                                                                             |
|                            | O'Connor 9' · Bryne 63' | Reporte   | Delgado 55' · Molina 57' (pen.) | Asistencia: 38.000 espectadores Árbitro(s): Raul Domínguez (Estados Unidos) | Asistencia: 38.000 espectadores Árbitro(s): Raul Domínguez (Estados Unidos) |

| 20 de junio de 1991, 21:30 | Corea | 0:1 (0:1) | Portugal   | Estádio da Luz, Lisboa                                                  |                                                                         |
|                            |       | Reporte   | Torres 42' | Asistencia: 38.000 espectadores Árbitro(s): Enrique Marín Gallo (Chile) | Asistencia: 38.000 espectadores Árbitro(s): Enrique Marín Gallo (Chile) |

### Grupo B
| Equipo          | Pts | PJ | PG | PE | PP | GF | GC | Dif |
| --------------- | --- | -- | -- | -- | -- | -- | -- | --- |
| Brasil          | 5   | 3  | 2  | 1  | 0  | 6  | 3  | +3  |
| México          | 4   | 3  | 1  | 2  | 0  | 6  | 3  | +3  |
| Suecia          | 2   | 3  | 1  | 0  | 2  | 4  | 6  | −2  |
| Costa de Marfil | 1   | 3  | 0  | 1  | 2  | 3  | 7  | −4  |

| 15 de junio de 1991, 19:00 | México                                   | 3:0 (1:0) | Suecia | Estádio das Antas, Oporto                                         |                                                                   |
|                            | Hernández 20' · Pineda 51' · Álvarez 64' | Reporte   |        | Asistencia: 2.000 espectadores Árbitro(s): Kiichiro Tachi (Japón) | Asistencia: 2.000 espectadores Árbitro(s): Kiichiro Tachi (Japón) |

| 15 de junio de 1991, 21:30 | Brasil                         | 2:1 (1:0) | Costa de Marfil | Estádio das Antas, Oporto                                           |                                                                     |
|                            | Andrei 29' · Luiz Fernando 79' | Reporte   | Tiehi 48'       | Asistencia: 8.000 espectadores Árbitro(s): Ryszard Wojcik (Polonia) | Asistencia: 8.000 espectadores Árbitro(s): Ryszard Wojcik (Polonia) |

| 17 de junio de 1991, 19:00 | Brasil                        | 2:2 (2:0) | México          | Estádio das Antas, Oporto                                          |                                                                    |
|                            | Nunes 18' · Luiz Fernando 45' | Reporte   | Pineda 57', 67' | Asistencia: 3.500 espectadores Árbitro(s): Leslie Irvine (Irlanda) | Asistencia: 3.500 espectadores Árbitro(s): Leslie Irvine (Irlanda) |

| 18 de junio de 1991, 19:00 | Costa de Marfil  | 1:4 (0:2) | Suecia                                      | Estádio das Antas, Oporto                                          |                                                                    |
|                            | Mambo 64' (pen.) | Reporte   | Rodlund 13' · Bild 23', 46' · Andersson 87' | Asistencia: 1.500 espectadores Árbitro(s): Joao Martins (Portugal) | Asistencia: 1.500 espectadores Árbitro(s): Joao Martins (Portugal) |

| 20 de junio de 1991, 19:00 | Costa de Marfil | 1:1 (1:1) | México     | Estádio das Antas, Oporto                                                       |                                                                                 |
|                            | Seri 79'        | Reporte   | Pineda 83' | Asistencia: 4.000 espectadores Árbitro(s): Ali Bujsaim (Emiratos Árabes Unidos) | Asistencia: 4.000 espectadores Árbitro(s): Ali Bujsaim (Emiratos Árabes Unidos) |

| 20 de junio de 1991, 21:30 | Brasil                | 2:0 (1:0) | Suecia | Estadio das Antas, Oporto                                              |                                                                        |
|                            | Nunes 29' · Élber 78' | Reporte   |        | Asistencia: 4.000 espectadores Árbitro(s): Pierluigi Pairetto (Italia) | Asistencia: 4.000 espectadores Árbitro(s): Pierluigi Pairetto (Italia) |

### Grupo C
| Equipo            | Pts | PJ | PG | PE | PP | GF | GC | Dif |
| ----------------- | --- | -- | -- | -- | -- | -- | -- | --- |
| Australia         | 6   | 3  | 3  | 0  | 0  | 4  | 0  | +4  |
| Unión Soviética   | 4   | 3  | 2  | 0  | 1  | 5  | 1  | +4  |
| Egipto            | 2   | 3  | 1  | 0  | 2  | 6  | 2  | +4  |
| Trinidad y Tobago | 0   | 3  | 0  | 0  | 3  | 0  | 12 | −12 |

| 15 de junio de 1991, 19:30 | Trinidad y Tobago | 0:2 (0:0) | Australia           | Estádio 1 de Maio, Braga                                         |                                                                  |
|                            |                   | Reporte   | Okon 52' · Seal 76' | Asistencia: 1.720 espectadores Árbitro(s): Alberto Tejada (Perú) | Asistencia: 1.720 espectadores Árbitro(s): Alberto Tejada (Perú) |

| 16 de junio de 1991, 17:00 | Egipto | 0:1 (0:1) | Unión Soviética | Estádio Municipal de Guimarães, Guimarães                           |                                                                     |
|                            |        | Reporte   | Sherbakov 6'    | Asistencia: 5.680 espectadores Árbitro(s): Juan Escobar (Guatemala) | Asistencia: 5.680 espectadores Árbitro(s): Juan Escobar (Guatemala) |

| 18 de junio de 1991, 19:30 | Trinidad y Tobago | 0:6 (0:3) | Egipto                                                                                     | Estádio 1 de Maio, Braga                                       |                                                                |
|                            |                   | Reporte   | Hussein 8' · Sadek 24' · Abdel Halil Ismail 36' · Sakr 60' · Sheshini 79' · Abdel Aziz 82' | Asistencia: 10.000 espectadores Árbitro(s): Jihong Wei (China) | Asistencia: 10.000 espectadores Árbitro(s): Jihong Wei (China) |

| 18 de junio de 1991, 21:30 | Australia   | 1:0 (1:0) | Unión Soviética | Estádio 1 de Maio, Braga                                               |                                                                        |
|                            | Maloney 21' | Reporte   |                 | Asistencia: 10.000 espectadores Árbitro(s): Bernd Heynemann (Alemania) | Asistencia: 10.000 espectadores Árbitro(s): Bernd Heynemann (Alemania) |

| 20 de junio de 1991, 17:00 | Australia       | 1:0 (1:0) | Egipto | Estádio Municipal de Guimarães, Guimarães                                 |                                                                           |
|                            | Trajanovski 43' | Reporte   |        | Asistencia: 8.800 espectadores Árbitro(s): Francisco Lamolina (Argentina) | Asistencia: 8.800 espectadores Árbitro(s): Francisco Lamolina (Argentina) |

| 20 de junio de 1991, 19:30 | Trinidad y Tobago | 0:4 (0:4) | Unión Soviética                                                 | Estádio Municipal de Guimarães, Guimarães                            |                                                                      |
|                            |                   | Reporte   | Pokhlebaev 9' · Konovalov 15' · Mikhailenko 22' · Sherbakov 35' | Asistencia: 8.800 espectadores Árbitro(s): Idrissa Sarr (Mauritania) | Asistencia: 8.800 espectadores Árbitro(s): Idrissa Sarr (Mauritania) |

### Grupo D
| Equipo     | Pts | PJ | PG | PE | PP | GF | GC | Dif |
| ---------- | --- | -- | -- | -- | -- | -- | -- | --- |
| España     | 5   | 3  | 2  | 1  | 0  | 7  | 0  | +7  |
| Siria      | 4   | 3  | 1  | 2  | 0  | 4  | 3  | +1  |
| Inglaterra | 2   | 3  | 0  | 2  | 1  | 3  | 4  | −1  |
| Uruguay    | 1   | 3  | 0  | 1  | 2  | 0  | 7  | −7  |

| 15 de junio de 1991, 19:30 | Inglaterra | 0:1 (0:0) | España   | Estadio de São Luís, Faro                                             |                                                                       |
|                            |            | Reporte   | Pier 84' | Asistencia: 11.500 espectadores Árbitro(s): Renato Marsiglia (Brasil) | Asistencia: 11.500 espectadores Árbitro(s): Renato Marsiglia (Brasil) |

| 16 de junio de 1991, 19:00 | Siria       | 1:0 (0:0) | Uruguay | Estadio de São Luís, Faro                                       |                                                                 |
|                            | Ramadan 58' | Reporte   |         | Asistencia: 5.500 espectadores Árbitro(s): Alhagi Faye (Gambia) | Asistencia: 5.500 espectadores Árbitro(s): Alhagi Faye (Gambia) |

| 18 de junio de 1991, 19:00 | España                                                            | 6:0 (4:0) | Uruguay | Estadio de São Luís, Faro                                         |                                                                   |
|                            | Pier 10' (pen.), 34' · Urzaiz 22', 75', 80' (pen.) · Mauricio 36' | Reporte   |         | Asistencia: 11.500 espectadores Árbitro(s): Daniel Roduit (Suiza) | Asistencia: 11.500 espectadores Árbitro(s): Daniel Roduit (Suiza) |

| 18 de junio de 1991, 21:30 | Inglaterra                  | 3:3 (1:2) | Siria                              | Estadio de São Luís, Faro                                              |                                                                        |
|                            | Allen 12' · Awford 69', 84' | Reporte   | Ramadan 18' · Awad 27' · Helou 65' | Asistencia: 11.500 espectadores Árbitro(s): John Mc Connel (Australia) | Asistencia: 11.500 espectadores Árbitro(s): John Mc Connel (Australia) |

| 20 de junio de 1991, 19:00 | España | 0:0     | Siria | Estadio de São Luís, Faro                                          |                                                                    |
|                            |        | Reporte |       | Asistencia: 5.000 espectadores Árbitro(s): Leslie Irvine (Irlanda) | Asistencia: 5.000 espectadores Árbitro(s): Leslie Irvine (Irlanda) |

| 20 de junio de 1991, 21:30 | Inglaterra | 0:0     | Uruguay | Estadio de São Luís, Faro                                        |                                                                  |
|                            |            | Reporte |         | Asistencia: 5.000 espectadores Árbitro(s): Sándor Puhl (Hungría) | Asistencia: 5.000 espectadores Árbitro(s): Sándor Puhl (Hungría) |

## Segunda fase
|  | Cuartos de final          | Cuartos de final          |                 |          | Semifinales | Semifinales |  |                 | Final       | Final       |  |
|  | 22 de junio y 23 de junio | 22 de junio y 23 de junio |                 |          | 26 de junio | 26 de junio |  |                 | 30 de junio | 30 de junio |  |
|  |                           |                           |                 |          |             |             |  |                 |             |             |  |
|  |                           |                           |                 |          |             |             |  |                 |             |             |  |
|  | Portugal (t.s.)           | 2                         |                 |          |             |             |  |                 |             |             |  |
|  | Portugal (t.s.)           | 2                         |                 |          |             |             |  |                 |             |             |  |
|  | México                    | 1                         |                 |          |             |             |  |                 |             |             |  |
|  | México                    | 1                         |                 | Portugal | 1           |             |  |                 |             |             |  |
|  |                           |                           |                 | Portugal | 1           |             |  |                 |             |             |  |
|  |                           |                           | Australia       | 0        |             |             |  |                 |             |             |  |
|  | Australia (pen.)          | 1 (5)                     | Australia       | 0        |             |             |  |                 |             |             |  |
|  | Australia (pen.)          | 1 (5)                     |                 |          |             |             |  |                 |             |             |  |
|  | Siria                     | 1 (4)                     |                 |          |             |             |  |                 |             |             |  |
|  | Siria                     | 1 (4)                     |                 |          |             |             |  | Portugal (pen.) | 0 (4)       |             |  |
|  |                           |                           |                 |          |             |             |  | Portugal (pen.) | 0 (4)       |             |  |
|  |                           |                           | Brasil          | 0 (2)    |             |             |  |                 |             |             |  |
|  | Brasil                    | 5                         | Brasil          | 0 (2)    |             |             |  |                 |             |             |  |
|  | Brasil                    | 5                         |                 |          |             |             |  |                 |             |             |  |
|  | Corea                     | 1                         |                 |          |             |             |  |                 |             |             |  |
|  | Corea                     | 1                         |                 | Brasil   | 3           |             |  |                 |             |             |  |
|  |                           |                           |                 | Brasil   | 3           |             |  |                 |             |             |  |
|  |                           |                           | Unión Soviética | 0        |             |             |  |                 |             |             |  |
|  | España                    | 1                         | Unión Soviética | 0        |             |             |  |                 |             |             |  |
|  | España                    | 1                         |                 |          |             |             |  |                 |             |             |  |
|  | Unión Soviética           | 3                         |                 |          |             |             |  |                 |             |             |  |
|  | Unión Soviética           | 3                         |                 |          |             |             |  |                 |             |             |  |
|  |                           |                           |                 |          |             |             |  |                 |             |             |  |

### Cuartos de final
| 22 de junio de 1991, 18:30 | Portugal                     | 2:1 (1:1, 1:1) (t. s.) | México      | Estádio da Luz, Lisboa                                               |                                                                      |
|                            | Torres 3' (pen.) · Toni 101' | Reporte                | Mendoza 35' | Asistencia: 90.000 espectadores Árbitro(s): Ryszard Wojcik (Polonia) | Asistencia: 90.000 espectadores Árbitro(s): Ryszard Wojcik (Polonia) |

| 22 de junio de 1991, 21:30 | Brasil                                           | 5:1 (2:1) | Corea         | Estadio das Antas, Oporto                                          |                                                                    |
|                            | Marquinhos 15' · Élber 41', 67' · Djair 47', 53' | Reporte   | Chol Choi 40' | Asistencia: 25.000 espectadores Árbitro(s): Guy Goethals (Bélgica) | Asistencia: 25.000 espectadores Árbitro(s): Guy Goethals (Bélgica) |

| 23 de junio de 1991, 17:00 | Australia                                         | 1:1 (1:1, 1:0) (t. s.)(5:4 p.) | Siria                                                       | Primeiro de Maio, Braga                                               |                                                                       |
|                            | Seal 20'                                          | Reporte                        | Mando 56'                                                   | Asistencia: 10.000 espectadores Árbitro(s): Renato Marsiglia (Brasil) | Asistencia: 10.000 espectadores Árbitro(s): Renato Marsiglia (Brasil) |
|                            |                                                   | Tiros desde el punto penal     |                                                             |                                                                       |                                                                       |
|                            | Seal · Okon · Kindtner · Muscat · Babic · Stanton |                                | F. Mando · Khalifeh · Ghaeb · Abdul Razak · Ramadan · Sibai |                                                                       |                                                                       |

| 23 de junio de 1991, 21:30 | España     | 1:3 (0:1) | Unión Soviética                   | Estadio de São Luís, Faro                                                  |                                                                            |
|                            | Urzaiz 85' | Reporte   | Sherbakov 35', 64' · Mandreko 80' | Asistencia: 13.000 espectadores Árbitro(s): Francisco Lamolina (Argentina) | Asistencia: 13.000 espectadores Árbitro(s): Francisco Lamolina (Argentina) |

### Semifinales
| 26 de junio de 1991, 18:30 | Brasil                                  | 3:0 (3:0) | Unión Soviética | Estádio Municipal de Guimarães, Guimarães                                   |                                                                             |
|                            | Marquinhos 15' · Castro 18' · Élber 32' | Reporte   |                 | Asistencia: 22.000 espectadores Árbitro(s): Raul Domínguez (Estados Unidos) | Asistencia: 22.000 espectadores Árbitro(s): Raul Domínguez (Estados Unidos) |

| 26 de junio de 1991, 21:30 | Portugal      | 1:0 (1:0) | Australia | Estádio da Luz, Lisboa                                             |                                                                    |
|                            | Rui Costa 31' | Reporte   |           | Asistencia: 112.000 espectadores Árbitro(s): Sandor Puhl (Hungría) | Asistencia: 112.000 espectadores Árbitro(s): Sandor Puhl (Hungría) |

### Tercer lugar
| 29 de junio de 1991, 21:30 | Australia                                        | 1:1 (1:1, 0:1) (t. s.)(4:5 p.) | Unión Soviética                                                     | Estadio das Antas, Oporto                                            |                                                                      |
|                            | Seal 87'                                         | Reporte                        | Sherbakov 39' (pen.)                                                | Asistencia: 6.000 espectadores Árbitro(s): Idrissa Sarr (Mauritania) | Asistencia: 6.000 espectadores Árbitro(s): Idrissa Sarr (Mauritania) |
|                            |                                                  | Tiros desde el punto penal     |                                                                     |                                                                      |                                                                      |
|                            | Seal · Okon · Corica · Babic · Popovic · Stanton |                                | Pokhlebayev · Bushmanov · Babalaryan · Mamchur · Scherbakov · Minko |                                                                      |                                                                      |

### Final
| 30 de junio de 1991, 19:00 | Portugal                                | 0:0 (0:0, 0:0) (t. s.)(4:2 p.) | Brasil                              | Estádio da Luz, Lisboa                                                      |                                                                             |
|                            |                                         | Reporte                        |                                     | Asistencia: 127.000 espectadores Árbitro(s): Francisco Lamolina (Argentina) | Asistencia: 127.000 espectadores Árbitro(s): Francisco Lamolina (Argentina) |
|                            |                                         | Tiros desde el punto penal     |                                     |                                                                             |                                                                             |
|                            | Jorge Costa · Figo · Torres · Rui Costa |                                | Ramon · Élber · Andrei · Marquinhos |                                                                             |                                                                             |

#### Campeón
|                             |
| Bandera de Portugal         |
| Campeón Portugal 2.º título |

## Posiciones Finales
| Equipo | Equipo            | Pts | PJ | PG | PE | PP | GF | GC | Dif |
| ------ | ----------------- | --- | -- | -- | -- | -- | -- | -- | --- |
| 1      | Portugal          | 11  | 6  | 5  | 1  | 0  | 9  | 1  | +8  |
| 2      | Brasil            | 10  | 6  | 4  | 2  | 0  | 14 | 4  | +10 |
| 3      | Unión Soviética   | 7   | 6  | 3  | 1  | 2  | 9  | 6  | +3  |
| 4      | Australia         | 8   | 6  | 3  | 2  | 1  | 6  | 3  | +3  |
| 5      | España            | 5   | 4  | 2  | 1  | 1  | 8  | 3  | +5  |
| 6      | Siria             | 5   | 4  | 1  | 3  | 0  | 5  | 4  | +1  |
| 7      | México            | 4   | 4  | 1  | 2  | 1  | 7  | 5  | +2  |
| 8      | Corea             | 3   | 4  | 1  | 1  | 2  | 3  | 7  | -4  |
| 9      | Egipto            | 2   | 3  | 1  | 0  | 2  | 6  | 2  | +4  |
| 10     | Inglaterra        | 2   | 3  | 0  | 2  | 1  | 3  | 4  | -1  |
| 11     | Suecia            | 2   | 3  | 1  | 0  | 2  | 4  | 6  | -2  |
| 12     | Irlanda           | 2   | 3  | 0  | 2  | 1  | 3  | 5  | -2  |
| 13     | Costa de Marfil   | 1   | 3  | 0  | 1  | 2  | 3  | 7  | -4  |
| 14     | Argentina         | 1   | 3  | 0  | 1  | 2  | 2  | 6  | -4  |
| 15     | Uruguay           | 1   | 3  | 0  | 1  | 2  | 0  | 7  | -7  |
| 16     | Trinidad y Tobago | 0   | 3  | 0  | 0  | 3  | 0  | 12 | -12 |

## Premios
| Balón de Oro        | Balón de Plata | Balón de Bronce |
| ------------------- | -------------- | --------------- |
| Emílio Peixe        | Élber          | Paulo Torres    |
| Botín de Oro        | Botín de Plata | Botín de Bronce |
| Sergei Sherbakov    | Ismael Urzaiz  | Pedro Pineda    |
| 5 goles             | 4 goles        | 4 goles         |
| Premio al Fair Play |                |                 |
| Unión Soviética     |                |                 |

## Goleadores
| Jugador          | Selección       | Goles |
| ---------------- | --------------- | ----- |
| Sergei Sherbakov | Unión Soviética | 5     |
| Ismael Urzaiz    | España          | 4     |
| Pedro Pineda     | México          | 4     |
| Élber            | Brasil          | 4     |
| Pier             | España          | 3     |
| David Seal       | Australia       | 3     |
| Paulo Torres     | Portugal        | 3     |

## Jugadores destacados
| - Juan Eduardo Esnáider - Mauricio Pochettino - Mauricio Pellegrino - Mark Bosnich - Kevin Muscat - Giovane Élber - Andy Cole - Jorge Costa | - Luís Figo - João Pinto - Rui Costa - Ismael Urzaiz - Alberto Benito - Patrik Andersson - Magnus Hedman - Dwight Yorke - Paolo Montero |